# استنلی هاکمن
استنلی هاکمن (انگلیسی: Stanley Hochman; ۴ نوامبر ۱۹۲۴ – ۱۰ اوت ۲۰۱۴) ویراستار و مترجم اهل ایالات متحده آمریکا بود.
وی ویراستار چندین مؤسسه انتشاراتی شهر نیویورک و همچنین مترجم ادبی و غیر ادبی در اروپا بود. آخرین سمت وی در تحریریه به‌عنوان سردبیر ارشد در شرکت انتشاراتی فردریک اونگار بود. هاکمن در اوایل کار خود، سمت‌های سردبیری در مک گراو هیل، واکر اند کمپانی و چندین مجله تجاری صنعتی را بر عهده داشت.